# Nabil Hemani
Nabil Hemani (Boghni, 1º settembre 1979 – Algeri, 12 giugno 2014) è stato un calciatore algerino, di ruolo attaccante.

## Carriera

### Club
Ha sempre giocato in patria con varie squadre, vincendo nel complesso tre campionati e una coppa nazionale. Nel 2014 è morto tragicamente a seguito di una caduta dal terzo piano di casa sua, su cui probabilmente stava cercando di riparare la parabola per vedere una partita della Coppa del Mondo .

### Nazionale
Ha giocato 5 partite in Nazionale nel 2008.